# كلوي مورتو
كلوي مورتو (بالفرنسية:Chloé Mortaud ; ولدت في 19 سبتمبر 1989 ولد في ليزيو، كالفادوس) ممثلة فرنسية وحاملة لقب ملكة جمال سابقة بعدما توجت في مسابقة ملكة جمال فرنسا 2009. مثلت ألبيجوا ميدي بيرينيه ، وهي منطقة جنوب غرب فرنسا ، وأصبحت أول فائزة بمسابقة ملكة جمال فرنسا. أن يكون لديك جنسية مزدوجة ، فرنسية وأمريكية. حصلت مرتود على الجنسية الأمريكية عن طريق والدتها ، وهي أمريكية من أصل أفريقي هاجرت من ميسيسيبي إلى فرنسا ، ولها جدتها التي تعيش في لوس أنجلوس. والدها فرنسي ولديها شقيقها الأصغر غريغوار مورتود.

## روابط خارجية
- كلوي مورتو على موقع IMDb (الإنجليزية)
- كلوي مورتو على موقع قاعدة بيانات الفيلم (الإنجليزية)